# Patrick Flynn
Patrick J. Flynn, detto Pat (Bandon, 17 dicembre 1894 – New York, 5 gennaio 1969), è stato un siepista e mezzofondista statunitense di origine irlandese.

## Palmarès
| Anno | Manifestazione  | Sede    | Evento            | Risultato | Prestazione | Note |
| ---- | --------------- | ------- | ----------------- | --------- | ----------- | ---- |
| 1920 | Giochi olimpici | Anversa | 3000 m siepi      | Argento   | 10'21"1     |      |
| 1920 | Giochi olimpici | Anversa | Cross individuale | 9º        | 28'12"0     |      |
| 1920 | Giochi olimpici | Anversa | Cross a squadre   | 4º        | 36 p.       |      |